# Хосе Хуан Васкес
Хосе Хуан Васкес (ісп. José Juan Vázquez, нар. 14 березня 1988, Селая) — мексиканський футболіст, півзахисник клубу «Леон» та національної збірної Мексики.

## Клубна кар'єра
У дорослому футболі дебютував 2009 року виступами за команду клубу «Селая», в якій провів два сезони, взявши участь у 53 матчах чемпіонату.  Більшість часу, проведеного у складі У складі, був основним гравцем команди.
До складу клубу «Леон» приєднався наприкінці 2011 року, спочатку на умовах оренди, а у травні 2012 уклавши з клубом повноцінний контракт. Відтоді встиг відіграти за команду з Леона 80 матчів в національному чемпіонаті.

## Виступи за збірну
2014 року дебютував в офіційних матчах у складі національної збірної Мексики. Наразі провів у формі головної команди країни 2 матчі.

## Титули і досягнення
- Переможець Золотого кубка КОНКАКАФ: 2015